# 크리스티안 베하라노
크리스티안 베하라노 베니테스(스페인어: Cristian Bejarano Benítez, 1981년 7월 25일~)는 멕시코의 권투 선수이다. 2000년 하계 올림픽 라이트웰터급에서 동메달을 획득했으며 세계 선수권 대회에서 금메달 1개, 팬아메리칸 게임에서 동메달 1개를 획득했다. 